# Ryohei Nishiwaki
Ryohei Nishiwaki (Gifu, 1 augustus 1979) is een voormalig Japans voetballer.

## Carrière
Ryohei Nishiwaki speelde tussen 1997 en 2002 voor JEF United Ichihara en Montedio Yamagata.

## Statistieken
| Japan   | Japan               | Japan       | League | League | Emperor's Cup | Emperor's Cup | J-League Cup | J-League Cup | Totaal | Totaal |
| Seizoen | Club                | League      | Wed.   | Goals  | Wed.          | Goals         | Wed.         | Goals        | Wed.   | Goals  |
| ------- | ------------------- | ----------- | ------ | ------ | ------------- | ------------- | ------------ | ------------ | ------ | ------ |
| 1997    | JEF United Ichihara | J. League 1 | 0      | 0      | 0             | 0             | 1            | 0            | 1      | 0      |
| 1998    | JEF United Ichihara | J. League 1 | 5      | 2      | 0             | 0             | 0            | 0            | 5      | 2      |
| 1999    | JEF United Ichihara | J. League 1 | 2      | 0      | 1             | 0             | 0            | 0            | 3      | 0      |
| 2000    | JEF United Ichihara | J. League 1 | 5      | 0      | 0             | 0             | 1            | 0            | 6      | 0      |
| 2002    | Montedio Yamagata   | J. League 2 | 10     | 0      | 0             | 0             | -            | -            | 10     | 0      |
| Totaal  | Totaal              | Totaal      | 22     | 2      | 1             | 0             | 2            | 0            | 25     | 2      |